# Ташкірмень
Ташкірме́нь (тат. Ташкирмән, рос. Ташкирмень) — село в Лаїшевському районі Республіки Татарстан (Росія). Підпорядковане Макаровському сільському поселенню. Населення складають татари, які належать до етноконфесійної групи кряшенів. Мешканці села займаються рослинництвом і рибальством.
Ташкірмень розташована за 65 км на південь від Казані. Село знаходиться на березі Куйбишевського водосховища, на невеликому безіменному півострові, утвореному в місці злиття вод Ками і Волги. Західна околиця села межує з кордоном Саралинської ділянки Волзько-Камського біосферного заповідника. Найближчий населений пункт — присілок Макаровка, розташований упритул до південної околиці села за яром. У найвужчому місці через яр прокладений міст, який зв'язує ці два поселення. З іншими селищами Ташкірмень сполучає лише одна дорога.
Село відоме пам'ятками культури. Поблизу нього знаходиться Ташкірменське городище, яке відносять до іменьківської культури (V—VII століття). Наразі стан городища загрозливий, оскільки воно поступово розмивається водами Куйбишевського водосховища. Крім нього в самому селі пам'яткою архітектури визнано православну церкву святителя Гурія Казанського.

## Історія
Люди в районі Ташкірмені почали селитися ще в добу неоліту, однак більшість археологічних знахідок з її околиць датують періодом Казанського ханства. Численні знахідки монет з арабськими написами свідчать, що в той час місцеве населення належало до булгар і сповідувало іслам. Булгарське поселення називалося Хан-Кірмень (тобто «ханська фортеця») і знаходилось на південному заході від кордонів сучасного населеного пункту, тому їхня тотожність дещо умовна. У часи занепаду Казанського ханства на місці теперішнього села з'явилась фортеця, яку власне і можна вважати першою будівлею сучасного населеного пункту. За однією версією, фортецю спорудили старійшини Зензеїт і Сарий, які підняли корінне населення на боротьбу проти іноземців. За іншою версією, збудував її марійський князь Мамич-Бердей як опорний пункт у боротьбі проти Московського царства. Коли московське військо зруйнувало укріплення, на його місці поселились татари. Згадка про знищену споруду залишилась тільки у назві їхнього поселення — Таш-Кірмень, що в перекладі означає «кам'яна фортеця».
У другій половині XVI століття казанський архієпископ Гурій охрестив мешканців Ташкірмені, однак, за свідоцтвами істориків, вони і надалі не забували своїх язичницьких обрядів. У XVIII і першій половині XIX століть мешканці Ташкірмені належали до категорії державних селян. Їхнім заняттями були землеробство, скотарство, рибальство, ковальство і, почасти, лимарство (жителі спеціалізувались на плетінні віжок). В XIX столітті в селі збудували православну Святогуріївську церкву. В 1869 році Братством святителя Гурія було засновано школу, яку 1875 року підпорядкували Міністерству народної просвіти. На початку XX століття у Ташкірмені діяли волосне правління, три лавки, що торгували дрібним крамом, і три кузні. Станом на цей час земельний наділ сільської громади становив 1975 десятин.
До 1920 року село було підпорядковане Саралинській волості Лаїшевського уїзду Казанської губернії. 1920 року воно увійшло до складу Лаїшевського кантону Татарської АРСР. Надалі Ташкірмень міняла своє адміністративне підпорядкування: з 14 лютого 1927 року належала до Лаїшевського району, з 1 лютого 1963 року включена до складу Пестречинського, однак вже 12 січня 1965 знову підпорядкована Лаїшевському. В радянський період в селі відкрили будинок культури, а колишню братську школу перетворили на середню.